# Kreuzdachbildstock (Frauenroth, Minnesängerstraße 8)

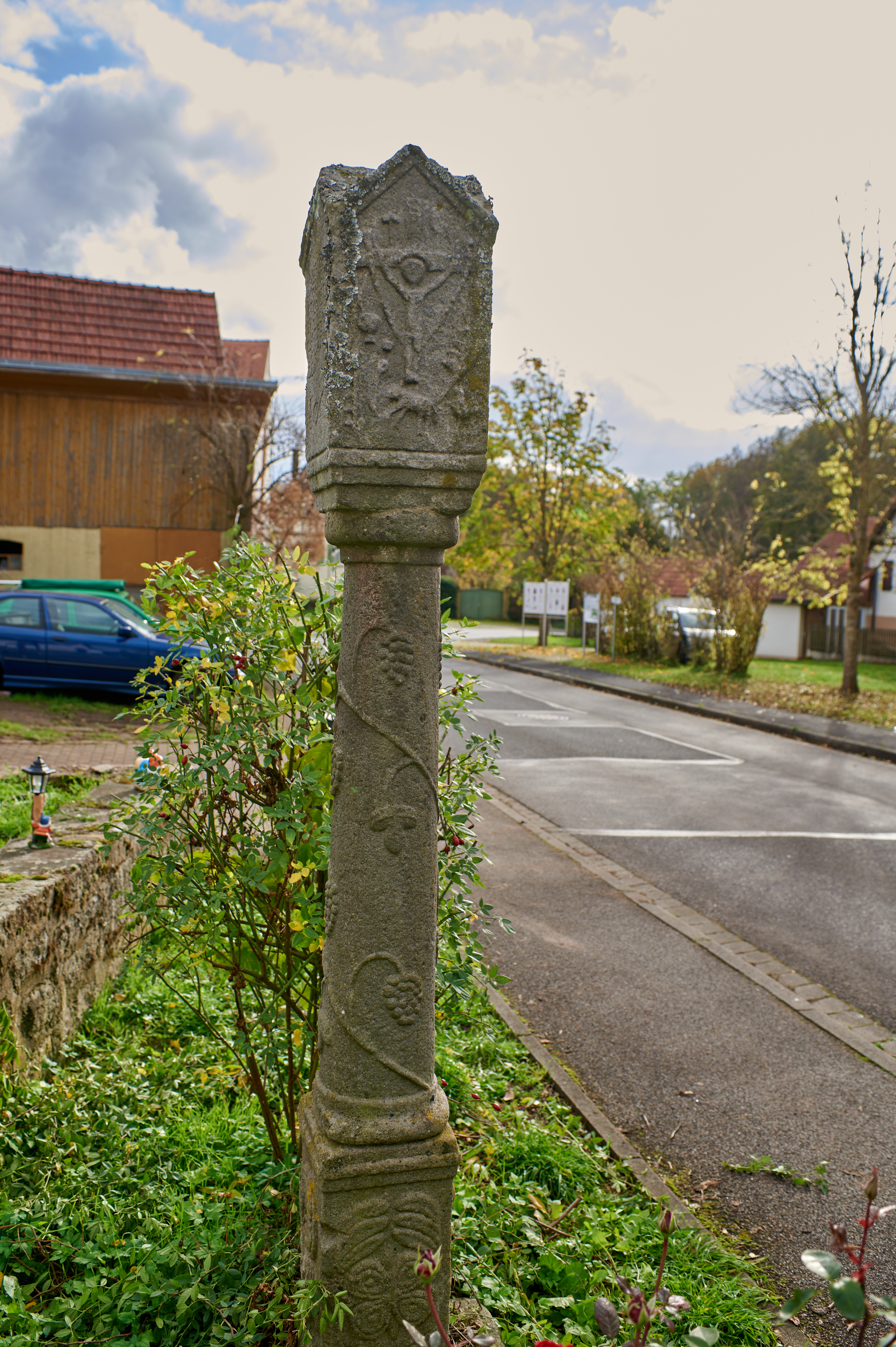
Kreuzdachbildstock in Frauenroth, Minnesängerstraße 8

Der Kreuzdachbildstock Minnesängerstraße 8 ist ein Flurdenkmal in Frauenroth, einem Gemeindeteil im Markt Burkardroth im unterfränkischen Landkreis Bad Kissingen. Er befindet sich in der Minnesängerstraße 8. Der Bildstock gehört zu den Baudenkmälern von Burkardroth und ist unter der Nummer D-6-72-117-13 in der Bayerischen Denkmalliste registriert.

## Beschreibung
Der 245 cm hohe Kreuzdachbildstock besteht aus grauem Sandstein und entstand im Jahr 1696.
Auf einem Vierkantfundament steht ein prismatischer Sockel mit konischem Schaft. Auf dem Kreuzdachhaus befindet sich ein Kreuzdachhaus. Der 15 cm hohe Fundamentblock hat die Maße 68 cm × 69 cm; der 65,5 cm hohe Sockel hat einen Querschnitt von 26 cm × 26 cm.
Unten und oben befindet sich ein profiliertes Gurtband (12 cm) – hier dreilinig (9 cm).
Die Sockelzier besteht aus:
a) einem Dreiwirbel im Kreis, darunter einem Viererherzblatt mit Endspiralen und Diagonalkreuz

b) einer Maske mit Dreizackkrone und Flügelwedeln aus 5 Lamellen, darunter einer Lilie (Lotosblüte?) mit drei Blüten

c) einem Vierertropfenblatt mit Kreuz und aus den Querbalken nach oben und unten wachsenden Dreierwedeln

d) dem Bischofswappen von Fürstbischof Johann Gottfried von Guttenberg (Rechen, Glückskleeblatt mit Diagonalkreuz und Fahne – Schwert und Krummstab)

Der Schaft ist 113 cm hoch. Wulst viereckig 4 cm, Basisring 2 cm. D unten = 19 cm, oben = 16,5 cm. Kapitellring: 1,5 cm, Kapitellwulst: 5 cm. Die Schaftzier besteht aus einem Weinrankenmotiv mit Trauben und Blättern.
Das 59 cm hohe Kreuzdachhaus hat einen Querschnitt von 27 cm × 27 cm. Konsole etwa 9 cm, dreigliedrig und auskragend vom Wulstringdurchmesser zum Dachhauquerschnitt. Das Kreuzdachhaus besteht aus:
a) einer Bildnische mit einem Kreuzrelief der Muttergottes

b) Marterwerkzeugen (Nagel, Hammer, Zange, Kreuz, Seil, Geißel, Schlegel, Krug, Kelch, Vogel auf Säule, Türkensäbel, Leiter, Lamm mit Fahne, Korpus am Kreuz)
c) dem Wappen von Johann Gottfried von Guttenberg

d) Rückseiteninschrift:

„HANS BÖHNLEIN

ZU FRAWEN

ROTH HADIE

SEN BILDSTOC

K GOT ZV EH

REN LASSEN SETZEN

1696“

Der Kreuzdachbildstock wurde mehrfach umgesetzt.